# 张十庆
张十庆，古建筑专家。东南大学建筑研究所教授，研究方向为建筑历史与理论研究。中华人民共和国教育部第三批“长江学者”特聘教授。主持完成“东亚视野下的宋元中国东南沿海建筑史研究”等多项中国国家自然科学基金研究课题，出版《中日古代建筑大木技术的源流与变迁》、《建筑历史与理论研究文集》、《中国江南禅宗寺院建筑》等著作。
1983年至1986年，先后获得南京工学院（今东南大学）建筑系，建筑学学士、硕士；1986年-1987年，在苏州建筑设计院工作；